# Kvinnor i väntrum
Kvinnor i väntrum är en svensk dramafilm från 1946 i regi av Gösta Folke.

## Handling
En kvinnoläkare får besök av Gun, som är dotter till en av hans vänner. Hon vill göra abort, men för att få henne på andra tankar berättar läkaren om två fall från hans praktik. I det ena fallet gör en kvinna abort, ingreppet misslyckas och leder till att hon avlider. I det andra fallet vill en kvinna göra abort, men efter en rad händelser avstår hon. När han berättat klart tar han Gun till en sjuksal där det ligger en kvinna som vill föda sitt barn, men får inte eftersom hon inte skulle överleva. Gun inser då att hon har fel och väljer att tillsammans med sin fästman att föda sitt barn.

## Om filmen
Filmen premiärvisades 20 augusti 1946 på biograf Olympia i Stockholm. Inspelningen skedde med ateljéfilmning vid Sandrewateljéerna i Stockholm av Erik Blomberg. I filmen ingick som ett självständigt inslag en medicinsk upplysningsfilm som doktor Brenner visade för en av sina patienter.

## Roller i urval
- Arnold Sjöstrand - doktor Brenner
- Rudolf Wendbladh - Rolf Strömberg, undervisningsråd
- Agneta Lagerfeldt - Gun Strömberg, hans dotter
- Christian Bratt - Stig, hennes fästman
- Solveig Lagström - sjuksköterska
- Folke Hamrin - underläkare
- Britta Holmberg - Maj Hall
- Nils Gustafsson - Alm, kyrkoherde
- Lisskulla Jobs - fru Alm
- Ulla Dane - Margit Alm, deras dotter
- Björn Berglund - Göran
- Gösta Cederlund - Hall, kanslisekreterare
- Anna Lindahl - fru Hall
- Kurt Willbing - Jan Hall
- Barbro Flodquist - Kid